# Termes, Aude

Termes este o comună în departamentul Aude din sudul Franței. În 1 ianuarie 2022 avea o populație de 49 de locuitori.